# St. Clairsville (Ohio)
St. Clairsville település az Amerikai Egyesült Államok Ohio államában, Belmont megyében, melynek megyeszékhelye is. Lakosainak száma 5096 fő (2020. április 1.).

## Népesség
A település népességének változása:

| 2010 | 5 184 |
| 2020 | 5 096 |